# إليانور ستيوارت تشايلدز
إليانور ستيوارت تشايلدز (بالإنجليزية: Eleanor Stuart Childs)‏ هي كاتِبة أمريكية، ولدت في 2 يونيو 1872، وتوفيت في 27 أبريل 1952.